# Wereldkampioenschappen kunstschaatsen junioren 1986
De Wereldkampioenschappen kunstschaatsen junioren zijn samen een jaarlijks terugkerend evenement dat door de Internationale Schaatsunie (ISU) wordt georganiseerd. De editie van 1986, de elfde in de reeks, vond van 9 tot en met 14 december 1985 plaats in Sarajevo, de hoofdstad van de deelstaat Bosnië en Herzegovina in de SFR Joegoslavië. Het was na de editie van 1983 de tweede keer dat dit evenement in deze stad en dit land plaatsvond.
Titels en medailles waren er te verdienen in de categorieën: jongens individueel, meisjes individueel, paarrijden en ijsdansen.

## Deelname
Er namen deelnemers uit 22 landen deel aan de kampioenschappen, zij vulden 73 startplaatsen in. China, Denemarken, Oost-Duitsland, Polen, Roemenië en Tsjechoslowakije maakten na een of meerdere jaren afwezigheid hun rentree bij de WK-junioren. Ten opzichte van de vorige editie vaardigden Finland, Nieuw-Zeeland, Spanje en Taiwan deze editie geen deelnemers af. De Amerikaan Rudy Galindo, deelnemer bij zowel de jongens als de paren, was de vierde junior die in hetzelfde jaar aan twee kampioenschappen deelnam. De Canadese Lorri Baier (1978: meisjes + paren), de Australiër Stephen Carr (1982: jongens + paren) en Galindo's landgenoot Jerod Swallow (1985: paren + ijsdansen) gingen hem hierin voor. Namens België nam Carine Herrijgers voor de tweede keer en voor het tweede opeenvolgende jaar deel in het meisjestoernooi.
Deelnemende landen
(Tussen haakjes het totaal aantal startplaatsen in de vier toernooien.)
| Sovjet-Unie (11) Canada (9) Verenigde Staten (7) Frankrijk (5) West-Duitsland (5) Australië (4) | Japan (4) Italië (3) Tsjecho-Slowakije (3) China (2) Joegoslavië (2) Hongarije (2) | Duitse Democratische Republiek (2) Oostenrijk (2) Roemenië (2) Verenigd Koninkrijk (2) Zuid-Korea (2) Zwitserland (2) | België (1) Denemarken (1) Polen (1) Zweden (1) |

## Medailleverdeling
De twaalf medailles gingen naar vijf landen. Acht gingen er naar de Sovjet-Unie, waaronder voor het eerst op elf edities alle vier de titels. De resterende vier gingen ook naar vier landen, Canada, Frankrijk, de Verenigde Staten en West-Duitsland.
Bij de jongens werd Vladimir Petrenko de elfde wereldkampioen en hij was hiermee de vierde die uit de Sovjet-Unie kwam, Vitali Egorov (1979), Alexandr Fadejev (1980) en zijn oudere broer Viktor Petrenko (1984) gingen hem voor. Op plaats twee eindigde de Amerikaan Rudy Galindo. Voor beiden was het hun tweede medaille, in 1985 eindigden ze respectievelijk als tweede en derde. Drie jongens veroverden eerder twee medailles, Egorov (1+2 in 1979, 1980), Fadejev (3+1 ook in 1979, 1980) en de Amerikaan Scott Williams (3+1 in 1981, 1982). De bronzen medaille ging naar Yuri Tsimbaliuk uit de Sovjet-Unie.
Bij de meisjes stonden drie nationaliteiten op het erepodium. Net als bij de jongens werden hier ook twee podiumplaatsen ingenomen door medaillewinnaars in 1985. Natalja Gorbenko, vorig jaar derde, werd de elfde wereldkampioene en volgde daarmee haar landgenote Tatjana Andreeva op. Het was ook de tweede titel voor de Sovjet-Unie. Op plaats twee eindigde, net als in 1985, de West-Duitse Susanne Becher. Twee Oost-Duitse meisjes, Simone Koch (1+2 in 1983, 1984) en Karin Hendschke (2+1 ook in 1983, 1984) veroverden eerder ook twee medailles. De bronzen medaille ging naar de Canadese Linda Florkevich die hiermee de vierde medaille voor haar vaderland bij de meisjes veroverde.
Voor het tweede opeenvolgende jaar gingen de drie medailles bij het paarrijden naar de Sovjet-Unie. Elena Leonova / Gennadi Krasnitski behaalde als negende paar de wereldtitel. Het was de zevende titel voor hun vaderland, Veronika Pershina / Marat Akbarov (1979), Larisa Seleznova / Oleg Makarov (1980, 1981), Marina Avstriskaia / Yuri Kvashnin (1982, 1983) en Jekaterina Gordejeva / Sergej Grinkov (1985) gingen hun voor. Net als het voorgaande jaar eindigden Irina Mironenko / Dmitri Shkidchenko op de tweede plaats, zij waren het zesde paar bij het paarrijden dat meervoudig medaillewinnaar werd. De derde positie werd ingenomen door Ekaterina Murugova / Artem Torgashev.
Voor het eerst bij de WK-junioren ging de wereldtitel in een kampioenschap voor de derde keer naar dezelfde winnaars. Het ijsdanspaar Jelena Krykanova / Jevgeni Platov behaalden de titel voor het derde opeenvolgende jaar. De titel ging hiermee voor de negende keer en ook voor het negende opeenvolgende jaar naar de Sovjet-Unie, de eerdere titels werden behaald door Tatjana Doerasova / Sergej Ponomarenko (1978, 1979), Elena Batanova / Alexei Soloviev (1980, 1981), Natalia Annenko / Vadim Karkachev (1982) en Tatiana Gladkova / Igor Shpilband (1983). Hun landgenoten Svetlana Serkeli / Andrei Zharkov eindigden op de tweede plaats. Net als in 1985 stond een Frans paar op plaats drie. Het paar Corinne Paliard / Didier Courtois traden hiermee in de voetsporen van Doriane Bontemps / Charles Paliard en behaalde de vierde medaille voor hun vaderland bij het ijsdansen, in 1976 en 1978 werd ook de bronzen medaille behaald.
| Onderdeel | Goud                               | Zilver                               | Brons                                |
| --------- | ---------------------------------- | ------------------------------------ | ------------------------------------ |
| Jongens   | Vladimir Petrenko                  | Rudy Galindo                         | Yuri Tsimbaliuk                      |
| Meisjes   | Natalja Gorbenko                   | Susanne Becher                       | Linda Florkevich                     |
| Paren     | Elena Leonova / Gennadi Krasnitski | Irina Mironenko / Dmitri Shkidchenko | Ekaterina Murugova / Artem Torgashev |
| IJsdansen | Jelena Krykanova / Jevgeni Platov  | Svetlana Serkeli / Andrei Zharkov    | Corinne Paliard / Didier Courtois    |

## Uitslagen
| #      | naam (deelname)       | land                              | punten |
| ------ | --------------------- | --------------------------------- | ------ |
| Goud   | Vladimir Petrenko (5) | Vlag van Sovjet-Unie              | 02.0   |
| Zilver | Rudy Galindo (2)      | Vlag van Verenigde Staten         | 05.4   |
| Brons  | Yuri Tsimbaliuk       | Vlag van Sovjet-Unie              | 06.6   |
| 04     | Mikhail Shmerkin (2)  | Vlag van Sovjet-Unie              | 09.8   |
| 05     | Todd Eldredge         | Vlag van Verenigde Staten         | 10.6   |
| 06     | Sean Abram (3)        | Vlag van Australië                |        |
| 07     | Jaroslav Suchý        | Vlag van Tsjecho-Slowakije        |        |
| 08     | Jung Sung-il (2)      | Vlag van Zuid-Korea               |        |
| 09     | Jochen Dachtler       | Vlag van Bondsrepubliek Duitsland |        |
| 10     | Tomoaki Koyama (2)    | Vlag van Japan                    |        |
| 11     | Axel Médéric (2)      | Vlag van Frankrijk                |        |
| 12     | Brent Frank           | Vlag van Canada                   |        |
| 13     | Philippe Candeloro    | Vlag van Frankrijk                |        |
| 14     | Daisuke Nishikawa     | Vlag van Japan                    |        |
| 15     | Cornel Gheorghe       | Vlag van Roemenië (1965-1989)     |        |
| 16     | Cory Watson           | Vlag van Canada                   |        |
| 17     | Horst Hehn            | Vlag van Oostenrijk               |        |
| 18     | Péter Kovács (2)      | Vlag van Hongarije                |        |
| 19     | Liu Wei               | Vlag van China                    |        |
| 20     | David Praprotnik      | Vlag van Joegoslavië (1943-1992)  |        |
| 0-     | Peter Fuchs           | Vlag van Bondsrepubliek Duitsland | t.z.t. |

| #                   | naam (deelname)       | land                                    |
| ------------------- | --------------------- | --------------------------------------- |
| Goud                | Natalja Gorbenko (2)  | Vlag van Sovjet-Unie                    |
| Zilver              | Susanne Becher (2)    | Vlag van Bondsrepubliek Duitsland       |
| Brons               | Linda Florkevich      | Vlag van Canada                         |
| 04                  | Inga Gauter           | Vlag van Duitse Democratische Republiek |
| 05                  | Mari Asanuma          | Vlag van Japan                          |
| 06                  | Natalia Skrabnevskaya | Vlag van Sovjet-Unie                    |
| 07                  | Gina Fulton           | Vlag van Verenigd Koninkrijk            |
| 08                  | Holly Cook            | Vlag van Verenigde Staten               |
| 09                  | Masako Kawai          | Vlag van Japan                          |
| 10                  | Ekaterina Denisenko   | Vlag van Sovjet-Unie                    |
| 11                  | Jana Sjodin (2)       | Vlag van Verenigde Staten               |
| 12                  | Cornelia Renner (2)   | Vlag van Bondsrepubliek Duitsland       |
| 13                  | Florence Albert       | Vlag van Frankrijk                      |
| 14                  | Dianne Takeuchi       | Vlag van Canada                         |
| 15                  | Scarlett Fajfr        | Vlag van Bondsrepubliek Duitsland       |
| 16                  | Zeljka Cizmesija (4)  | Vlag van Joegoslavië (1943-1992)        |
| 17                  | Kathrin Schroter      | Vlag van Zwitserland                    |
| 18                  | Yvonne Pokorny        | Vlag van Oostenrijk                     |
| 19                  | Jana Petruskova       | Vlag van Tsjecho-Slowakije              |
| 20                  | Zhang Bo              | Vlag van China                          |
| Finale niet bereikt |                       |                                         |
| 21                  | Paoli Tosi            | Vlag van Italië                         |
| 22                  | Ines Klubal           | Vlag van Zweden                         |
| 23                  | Tracy-Lee Brook       | Vlag van Australië                      |
| 24                  | Anisette Torp-Lind    | Vlag van Denemarken                     |
| 25                  | Ji Hyun-jung (3)      | Vlag van Zuid-Korea                     |
| 26                  | Carine Herrijgers (2) | Vlag van België                         |
| 27                  | Codruta Moiseanu      | Vlag van Roemenië (1965-1989)           |

| #      | naam (deelname)                             | land                                    |
| ------ | ------------------------------------------- | --------------------------------------- |
| Goud   | Elena Leonova Gennadi Krasnitski            | Vlag van Sovjet-Unie                    |
| Zilver | Irina Mironenko (2) Dmitri Shkidchenko (2)  | Vlag van Sovjet-Unie                    |
| Brons  | Ekaterina Murugova Artem Torgashev          | Vlag van Sovjet-Unie                    |
| 04     | Mandy Hannebauer Marno Kreft                | Vlag van Duitse Democratische Republiek |
| 05     | Kristi Yamaguchi Rudy Galindo               | Vlag van Verenigde Staten               |
| 06     | Ginger Tse (2) Archie Tse (2)               | Vlag van Verenigde Staten               |
| 07     | Isabelle Brasseur (2) Pascal Courchesne (2) | Vlag van Canada                         |
| 08     | Laura Ivanich James Ivanich                 | Vlag van Canada                         |
| 09     | Penny Schultz (3) Scott Grover (3)          | Vlag van Canada                         |
| 10     | Fleur Armstrong Mark Edney                  | Vlag van Australië                      |

| #      | naam (deelname)                           | land                         |
| ------ | ----------------------------------------- | ---------------------------- |
| Goud   | Jelena Krykanova (3) Jevgeni Platov (3)   | Vlag van Sovjet-Unie         |
| Zilver | Svetlana Serkeli (2) Andrei Zharkov (2)   | Vlag van Sovjet-Unie         |
| Brons  | Corinne Paliard (3) Didier Courtois (3)   | Vlag van Frankrijk           |
| 04     | Melanie Cole (2) Martin Smith             | Vlag van Canada              |
| 05     | Dominique Yvon Frédéric Palluel           | Vlag van Frankrijk           |
| 06     | Michela Malingambi (2) Andrea Gilardi (2) | Vlag van Italië              |
| 07     | Catherine Pal (2) Donald Godfrey (2)      | Vlag van Canada              |
| 08     | Anna Croci (2) Luca Mantovani (2)         | Vlag van Italië              |
| 09     | Andrea Juklová Martin Simecek             | Vlag van Tsjecho-Slowakije   |
| 10     | Jennifer Benz Jeffrey Benz                | Vlag van Verenigde Staten    |
| 11     | Amanda Worthington Andrew Place           | Vlag van Verenigd Koninkrijk |
| 12     | Krisztina Kerekes Csaba Szentpétery       | Vlag van Hongarije           |
| 13     | Jolanta Zagórska Andrzej Szaszor          | Vlag van Polen               |
| 14     | Desiree Schlegel Patrick Brecht           | Vlag van Zwitserland         |
| 15     | Lynette Webb Duncan Smart                 | Vlag van Australië           |

Medaillewinnaars

Jongens · 
Meisjes · 
Paren · 
IJsdansen

 Toernooi

1976 · 
1977 · 
1978 · 
1979 · 
1980 · 
1981 · 
1982 · 
1983 · 
1984 · 
1985 · 
1986 · 
1987 · 
1988 · 
1989 · 
1990 · 
1991 · 
1992 · 
1993 · 
1994 · 
1995 · 
1996 · 
1997 · 
1998 · 
1999 · 
2000 · 
2001 · 
2002 · 
2003 · 
2004 · 
2005 · 
2006 · 
2007 · 
2008 · 
2009 · 
2010 ·
2011 ·
2012 ·
2013 ·
2014 ·
2015 ·
2016 ·
2017 ·
2018 ·
2019 · 
2020

 ISU-kampioenschappen

WK kunstschaatsen · 
EK kunstschaatsen · 
Viercontinentenkampioenschap · 
Olympische Spelen